# Zurab Lezhava
Zurab Lezhava (en georgiano ალეკო შუღლაძე; Tiflis, 1960) es un escritor georgiano en lengua georgiana y rusa.

## Biografía
Nacido en 1960 en Tiflis, Zurab Lezhava comenzó a trabajar en una imprenta estatal poco después de graduarse en la Universidad Técnica de Georgia. En 1982 fue encarcelado durante 16 años por actividades de resistencia contra la milicia soviética, vivencia que marca su obra literaria. Lezhava es un artista autodidacta, conocido como el Pirosmani de la prosa georgiana, en referencia al legendario pintor georgiano Niko Pirosmani, también autodidacta. Actualmente, Lezhava, además de su trabajo como escritor, se gana la vida haciendo y vendiendo estatuas decorativas de madera.

## Obra
La traumática experiencia carcelaria de Lezhava a menudo está presente en su prosa así como en la intensidad de sus textos. Usando un estilo ingenuo y un agudo sentido literario, el autor lleva al lector a un mundo propio, fascinante y a veces demasiado horrible de imaginar.
Un niño muerde un caqui en el mes de octubre (ბავშვის ნაკბენი კარალიოკზე ოქტომბრის თვეში, 2009) es una colección de relatos más una novela corta que ganó el Premio literario GALA en 2010. El escritor Zaza Burchuladze ha definido esta obra en los siguientes términos:

Este libro es un cóctel. Mezcla la prosa de Charles Bukowski (whisky), Woody Allen (crema), Paul Auster (licor). Si [se] agrega un poco de Venedikt Yerofeyev (acetona), Sergei Dovlatov (grappa) y el fallecido Daniil Kharms (limón), entonces, en lo que respecta al sabor, esto es lo que [se] obtendrá.

Su libro Moneda no intercambiable (უხურდავებელი მონეტა, 2010) reúne cinco historias escritas en diferentes períodos de la complicada vida del autor, escritas en estilos enteramente diferentes. El libro lleva al lector a un mundo imaginario donde dos realidades, una naturalista y otra exagerada, coexisten perfectamente.
En total Lezhava ha publicado cinco libros —una novela, una obra de teatro y varias colecciones de relatos—. Sus relatos han sido traducidos y publicados en varias antologías como Anthology of contemporary Georgian short stories (2015), Literatura Georgiana (publicada en 2015 en México), Contemporary Georgian Fiction (2012) y Best European Fiction 2011.